# Leptostylus corpulentus
Leptostylus corpulentus là một loài bọ cánh cứng trong họ Cerambycidae.